# ガザフ県
ガザフ県（ガザフけん、アゼルバイジャン語: Qazax）はアゼルバイジャン北西部のギャンジャ＝ガザフ経済地区の県。県都はガザフ。2011年の人口は約10.2万人。
アルメニアに飛び地のユカリ・アスキパラとバルクダルリが有るが、ナゴルノ・カラバフ戦争の結果両方アルメニアが統治している。
北から時計回りに
- ジョージア
- アグスタファ県（英語版）
- アルメニア

に接する。

## 歴史
アルメニア王国時代、この地方はウティク州の一部だった。
後にサーサーン朝、東ローマ帝国、イスラム帝国、セルジューク朝、グルジア王国、モンゴル帝国、ティムール朝、黒羊朝、白羊朝、サファヴィー朝が支配した。
1578年、オスマン帝国が支配した。
1735年、オスマン帝国からガージャール朝に割譲された。
1813年、ロシア・ペルシャ戦争 (1804年-1813年)の結果結ばれたゴレスターン条約で、ロシア帝国に割譲された。
この地域にはティフリス県が設置された。
1868年、北東部がエリサベスポル県に編入された。
イギリスのオリバー・ウォードロップ総督が南コーカサスを占領した際、地域紛争を解決する為に
- エリヴァン県（英語版）とカルス州（英語版）を合わせてアルメニア第一共和国を設置する。
- エリサベスポル県とバクー県を合わせてアゼルバイジャン民主共和国を設置する。

事を提案した。しかし、アルメニア人はガザフとザンゲズル、ナゴルノ・カラバフが含まれていない為拒否した。また、アゼルバイジャン人はナヒチェバンが含まれていない為拒否した。
1919年中盤、両民族の紛争が発生した事を受けて、イギリス軍は撤退した。
アルメニア国境付近の一部集落はソビエト連邦時代末期の第一次ナゴルノ・カラバフ戦争以降アルメニアが占領している。2024年4月19日の両国間の和平交渉でBağanis Ayrum、Aşağı Əskipara、Xeyrimli、Qızılhacılıの4村の返還が決定し、5月24日に履行された。

## 構成自治体
- アシャギ・サラフリ

## 著名人
- モッラ・ヴァリ・ヴィダディ（英語版）(Molla Vəli Vidadi)：詩人。1708年 - 1809年。
- モッラ・パナフ・ヴァギフ（英語版）(Molla Pənah Vaqif)：詩人。1717年 - 1797年。
- アリ・アガ・シキリンスキ（英語版）(Əliağa İsmayılağa oğlu Şıxlinski)：アゼルバイジャン民主共和国防衛副大臣。1865年 - 1943年。
- イブラヒム・ベイ・ウスボヴ（英語版）(Ibrahim bəy Usubov Musa Ağa oğlu)：アゼルバイジャン民主共和国少将。1872年 - 1920年。
- ファルク・ガイボヴ（英語版）(Fərrux ağa Məmmədkərim ağa oğlu Qayıbov)：初のアゼルバイジャン人操縦士。1891年 - 1916年。
- サマドゥ・ヴルグン（英語版）(Səməd Vurğun)：詩人。1906年 - 1956年。
- メフディ・フセイン（英語版）(Mehdi Hüseyn)：劇作家。1909年 - 1964年。
- ミルヴァリドゥ・ディルバジ（英語版）(Mirvarid Paşa qızı Dilbazi)：詩人。1912年 - 2001年。
- アミナ・ディルバジ（英語版）(Əminə Dilbazi)：踊り手。1919年 - 2010年。
- イスマイル・シクリー（英語版）(İsmayıl Şıxlı)：作家。1919年 - 1995年。
- ヴィダディ・ババンリ（英語版）(Babanlı Yusif oğlu Vidadi)：作家。1927年 - 。
- アリ・ムスタファエヴ（英語版）(Alı Mustafayev Mustafa oğlu)：ナゴルノ・カラバフ戦争で殺害された報道員。1952年 - 1991年。